# Escola de Música del Castell de Peralada
L'Escola de Música del Castell de Perelada fou un centre d'ensenyament musical fundat pels comtes de Peralada l'any 1882 dins del Castell de Peralada. S'hi formaren músics com Josep Serra Bonal, Miquel Serra i Bonal o Josep Lleonsí i Casanovas. Fou clausurada el juliol de 1914.

## Història
Vers l'any 1875, Antoni de Rocabertí-Boixadors Dameto i de Verí, comte de Savallà, resident habitualment a París juntament amb el seu germà Tomàs, comte de Peralada, decidiren retornar a terres empordaneses per endreçar les seves possessions. Antoni, advocat, home de lletres i reconegut admirador de Verdaguer, sembla que fou el fundador d'una Escola de Primeres Lletres gratuïta (coneguda com l'Escola de Palaci), en la qual es combinava l'ensenyament bàsic amb les arts i oficis, les arts plàstiques, el teatre, la música, la gimnàstica i la jardineria. Els alumnes, en acabar els estudis al Palau, eren obsequiats pels comtes amb l'instrument amb el qual havien estudiat.
També hi fundà un teatre, un cor i la Biblioteca del Palau de Peralada Castell de Peralada, amb 13.000 volums. La direcció de l'escola de música fou encomanda a Jaume Cervera i Marquès l'any 1882, primerament destinada als fills dels empleats del castell, i poc després ampliada de manera gratuïta a la resta de mainada de Peralada i els pobles de l'entorn.
Jaume Cervera i Marquès va dedicar la seva vida a l'escola de música fins que va desaparèixer 32 anys després. En aquesta escola es formarien celebrats músics com Josep Serra i Bonal, Miquel Serra i Bonal, Josep Ferrer i Torres, pare del compositor Rafael Ferrer i Fitó, Marià Calvet (tenora), Josep Lleonsí i Casanovas (tenora). L'any 1890 Miquel Serra reuní diversos dels deixebles de l'Escola i fundà la Cobla La Principal de Peralada amb la següent formació: Martí Mont (flabiol), Jaume Llongueras i Josep Serra (tibles), Marià Calvet i Anton Mont (tenores), Joan Mont B. i Miquel Albreda (trompetes), Joan Mont P. i Joaquim Grosset (fiscorns) i Miquel Serra (contrabaix). Aquesta cobla arribaria a ésser una de les primeres del país.
El comte de Savallà moria l'any 1887 i els anys següents el seu germà i la seva germana. L'escola molt aviat anà decaient fins al tancament definitiu el juliol de 1914 quan Jaume Cervera i Marquès deixa la plaça de director després de 32 anys en el càrrec. Poc abans, Jaume Cervera s'havia traslladat a Roses, donat que no cobrava el sou que tenia estipulat a l'escola i s'encarregava de tirar endavant una botiga que el seu pare havia comprat l'any 1856.